# Vanja Drkušić
Vanja Drkušić (Novo Mesto, 30 de octubre de 1999) es un futbolista esloveno que juega en la demarcación de defensa para el Zenit de San Petersburgo de la Liga Premier de Rusia.

## Selección nacional
Tras jugar en varias categorías inferiores de la selección, finalmente hizo su debut con la selección de fútbol de Eslovenia en un partido de clasificación para la Eurocopa 2024 contra San Marino que finalizó con un resultado de 2-0 tras el gol de Benjamin Šeško y un autogol de Roberto Di Maio.

### Participaciones en Eurocopas
| Copa          | Sede     | Resultado        | Partidos | Goles |
| ------------- | -------- | ---------------- | -------- | ----- |
| Eurocopa 2024 | Alemania | Octavos de final | 4        | 0     |

## Clubes
| Club                               | País         | Año       | Partidos | Goles |
| ---------------------------------- | ------------ | --------- | -------- | ----- |
| SC Heerenveen                      | Países Bajos | 2018-2019 | 0        | 0     |
| Rende Calcio 1968                  | Italia       | 2019-2020 | 0        | 0     |
| NK Bravo                           | Eslovenia    | 2020-2022 | 72       | 4     |
| PFC Sochi                          | Rusia        | 2022-2024 | 66       | 4     |
| Zenit de San Petersburgo           | Rusia        | 2024      | 0        | 0     |
| Estrella Roja de Belgrado (cedido) | Serbia       | 2024-2025 | 12       | 1     |
| Zenit de San Petersburgo           | Rusia        | 2025-     | 10       | 0     |